# Serra Alhamilla
La Serra Alhamilla (Sierra Alhamilla) és una serralada del sistema de les Serralades Bètiques. A més està declarat com paratge natural per la Junta d'Andalusia des de 1989.
Està situat a la província d'Almeria (Espanya), s'estén entre els municipis de Lucainena de las Torres, Níjar, Pechina, Rioja, Almeria i Tabernas, abastant aproximadament 8.500 hectàrees. Coordenades:36° 59′ 20″ N, 2° 21′ 05″ O / 36.98889°N,2.35139°O
El seu punt més alt és el cim Colativí de 1.387 m.

## Clima
El clima és subàrid amb precipitacions anuals menors de 350 litres, la majoria cauen a la tardor.

## Geologia
La Serra Alhamilla pertany a la Serralada Penibètica, que és una divisió geogràfica de les Serralades bètiques, prop del litoral com passa amb les Serra de Cabrera i Serra de Gádor, a la mateixa província. La formació de la serra es deu a l'activitat volcànica tal com és testimoni el volcà Cerro del hoyazo.

## Flora i fauna
És una mena d'oasi forestal entre el Desert de Tabernas, i la Badia d'Almería i és un lloc d'importància comunitària. espanyol.
S'hi troben alzinars i pinedes de pins blancs (Quercus ilex i Pinus halepensis).
Pel que fa a la fauna hi destaquen les aus, ja que és una Zona d'Especial protecció per les Aus (ZEPA).